# Henry Cavendish (Politiker)
Lord Henry Cavendish (* 1673; † 10. Mai 1700) war ein englischer Adliger und Politiker.

## Leben
Cavendish war der zweite Sohn des William Cavendish, 1. Duke of Devonshire aus dessen Ehe mit Lady Mary Butler, Tochter des James Butler, 1. Duke of Ormonde. Als jüngerer Sohn eines Dukes führte er ab 1694 die Höflichkeitsanrede „Lord“ Henry Cavendish.
Ab 1690 unternahm er eine Grand Tour durch das Heilige Römische Reich sowie die Niederlande und studierte 1691 an der Universität Padua.
Am 30. Oktober 1695 wurde er als Abgeordneter für das Borough Derby ins englische House of Commons gewählt und am 26. Juli 1698 wiedergewählt.
Am 3. August 1696 heiratete er Rhoda Cartwright († 1730), Tochter des William Cartwright aus Bloxham in Oxfordshire. Mit ihr hatte er eine Tochter, Mary Cavendish (1700–1778), die 1716 John Fane, 7. Earl of Westmorland, heiratete.
Er starb im Alter von 27 Jahren und wurde am Familiensitz seines Vaters, Chatsworth House in Derbyshire, begraben.